# Ден Лидијат
Ден Лидијат (енгл. Dan Lydiate; 18. децембар 1987) професионални је рагбиста и репрезентативац Велса који тренутно игра за Оспрејсе.

## Биографија
Висок 193 цм, тежак 112 кг, Лидијат је пре Оспрејса играо за Ебу Вејл, Понтипол РФК, Расинг 92 и Њупорт Гвент драгонсе. За репрезнтацију Велса је до сада одиграо 50 тест мечева и постигао 4 есеја. Ишао је и на турнеју са лавовима.